# 도쿠가와 이에사다
도쿠가와 이에사다(일본어: 徳川家定, 1824년 음력 4월 8일 ~ 1858년 음력 7월 6일)는 에도 막부의 제13대 쇼군으로 12대 쇼군 도쿠가와 이에요시(徳川家慶)의 넷째 아들로 태어났다.
그의 생모는 아토베 마사카타(跡部正賢)의 딸 혼주인(本寿院)이다.

## 생애

### 취임 이전
분세이 7년(1824년) 음력 4월 8일, 에도 성에서 제12 대 쇼군·도쿠가와 이에요시의 넷째 아들로 태어났다. 이에요시의 자식은 대부분 요절하여 살아남은 이는 이에사다 뿐이었다. 유년기부터 병약하고, 남의 앞에 나서는 것을 극단적으로 싫어하는 성격이었다고 전해진다. 그 때문에, 유모인 우타하시 말고는 마음을 열지 않았던 것 같다. 뇌성마비를 앓고 있었다는 설도 있다.
1841년에 조부인 제11대 쇼군 도쿠가와 이에나리의 사망 후 제12대 쇼군 이에요시의 후계자가 된다. 아버지 이에요시는 이에사다의 기량을 의심하여 한때 도쿠가와 요시노부를 후계자로 삼으려고 했지만, 로주 아베 마사히로 등의 반대로 결국 이에사다가 후계자가 될 수 있었다.
1853년(가에이 6년), 이에요시가 미국 페리 제독의 내항 중 병사했기 때문에, 뒤를 이어 제13대 쇼군이 되었다.

### 취임 이후
가에이 6년(1853년)에 내항한 페리가 안세이 원년(1854년)에 약속대로 7척의 함대를 인솔해 일본을 다시 방문하여 막부와 가나가와 조약을 맺게 되었다. 안세이 4년(1857년)에는, 미국 총영사 타운젠드 해리스를 에도성에서 접견했다. 그러나 쇼군 취임 이후 병약했던 몸의 상태가 악화되어 거의 폐인에 가까운 지경이 되어 실제 정치는 로주 아베 마사히로가, 마사히로의 사망 후에는 홋타 마사요시가 맡게 되었다.

### 후계자 분쟁
이에사다는 정실부인으로 다카쓰카사 마사히로(鷹司政煕) 딸 아쓰코(任子)와 이치조 다다요시(一条実良)의 딸인 히데코(秀子)를 맞이했지만 두 명 모두 요절하였고, 시마즈 나리아키라의 양녀·덴쇼인과와의 사이에도 친자식은 태어나지 않았다. 이 때문에 이에사다의 병이 악화된 1857년(안세이 4년)에 이르러 후계자 분쟁을 둘러싼 갈등이 심화되어 나타나게 된다.
이에사다의 후계자 후보로 이이 나오스케 등이 추천하는 기슈가의 도쿠가와 요시토미를 내세우는 기슈파와 시마즈 나리아키라, 도쿠가와 나리아키가 내세우는 히토쓰바시 요시노부(후의 도쿠가와 요시노부)를 추천하는 히토쓰바시파가 서로 대립하여 싸우게 된다. 이에사다는 이 문제에 있어 별다른 움직임을 나타나지 않았으나 안세이 5년(1858년) 6월 25일, 다이로와 노중을 모집해 요시토미를 후계자로 정할 의향을 드러내고 7월 5일에 히토쓰바시파 다이묘들을 처분(안세이 대옥)하는 이례적인 행동을 보였다. 이에사다가 장군다운 행동을 보인 것은 이것이 최초이자 최후라고 한다.
1858년 안세이 5년 음력 7월 6일에 향년 35세로 사망하였다.

## 인물
- 안세이 기사(安政紀事)에는 「병이 있어 정치를 할 수 없었고, 그저 정중(廷中)에서 겨우 그 의용을 잃지 않고 있었을 뿐이라」(疾ありて政をきくことあたはず、ただ廷中わずかに儀容を失はざるのみなり)고 기록하고 있다. 마쓰다이라 슌가쿠(松平春嶽)도 「범용한 인간 가운데서도 하등」(凡庸の中でも最も下等)이라고 혹평을 남겼다. 그러나 막부의 신하였던 아사히나 마사히로(朝比奈昌広)는 메이지 시대에 「평범하고 어리석었다고 말들 하지만 그건 에치젠(越前, 슌가쿠)이나 사쓰마(薩摩, 시마즈 나리아키라) 등과 비교해서 그렇다는 것이고 3백 제후 가운데 이에사다 공보다 떨어지는 다이묘도 많았을 것이다」(凡庸だ暗愚だと言われているが、それは越前や薩摩らと比較するからであり、300諸侯の中には家定公より劣る大名も多くいたはずである)라고 기록하여 이에사다를 변호하고 있다.
- 막말의 난국에도 불구하고 취임 직후부터 후계 문제가 거론될 정도로 몸이 약하여 - 일설에는 뇌성마비였다고 한다- 쇼군으로서 지도력을 보여줄 수 없었다.
- 카스텔라 같은 빵이나 과자 만들기가 취미였다고 한다.
- 미국 공사 해리스의 일기에 의하면 접견시 말을 하기 전에 머리를 뒤로 젖히고 다리를 울렸다가 내리는 행동을 취했다고 한다. 이것은 뇌성 마비의 전형적인 증상이고 한다.

(시노다 다쓰아키(篠田達明), 「도쿠가와 막부 15대의 진료기록카드」, 신초샤 刊 ).
그러나 이에사다는 해리스에게 「먼 나라에서 와 수고가 많다. 나는 만족스럽다. 우리와 미국의 관계는 영원히 계속될 것이다.」라고 말하며 쇼군다운 모습을 보였다고 한다.
- 뜰의 새를 뒤쫓는 등의 행동을 했다는 것은 조정과 재야 신문의 기사에서 와전된 것이다.
- 덴쇼인과의 혼인에 대해서는 이에사다와 오오쿠 쪽에서 11대 쇼군 이에나리가 사쓰마 출신 정실을 맞은 예를 본받아 사쓰마 출신의 부인을 바랐던 사실이 알려져 있다.

이런 이유로 막부로부터의 제의를 받은 나리아키라가 이 혼인을 자신에게 유리한 방향으로 이용했던 것이다.
(芳即正 「텐쇼인의 입여는 본래 후계자 문제와 무관 - 시마즈 나리아키라의 증언을 듣는다」 1994.04 「일본 역사」551)
- 속설이지만 조부인 이에나리와 사이가 좋지 않았다고 한다. 니시노마루(西之丸)에 머물던 조부를 방문했을 때, 식사에 독이 들어가 있을지도 모른다고 생각하고 젓가락을 들지 않았다고 하는 일화도 남아 있다.
- 다이주지에 모셔진 역대 쇼군의 위패 높이와 유골로 측정한 실제 키가 같다는 일설에 의거하여 이에사다의 키를 149.9cm 정도로 추측하고 있다.

또, 아버지인 이에요시의 위패 높이가 153.5cm이고 이에요시의 실제 키는 154.4cm로 실제 신장과 0.9센치 남짓의 오차가 나는 것으로 보아, 이에사다의 키는 150.8cm라고 할 수도 있다.
하지만, 위패의 높이와 실제 신장의 오차는 사람마다 달라서 신빙성이 떨어진다고 할 수 있고 이에요시의 유골 조사의 키가 154.4cm로 위패의 높이인 153.5cm보다 약간 큰 키였다.

## 개명의 이유
- 처음에는 이에사치 혹은 이에사키(家祥)라는 이름을 썼지만 쇼군 취임 이후 이에사다로 개명하였다. 이것은 이름에 偏 부수가 붙은 에도 막부의 쇼군(도쿠가와 이에쓰나, 도쿠가와 쓰나요시, 도쿠가와 이에쓰구, 도쿠가와 이에하루)에게는 친자식이 없거나 자식들이 요절하여 재수가 없다는 생각 때문이라 한다. 그러나 이에사다 역시 친자식을 보지 못했다.

## 사인
- 죽은 날이 히토쓰바시 파의 소속 영주를 처분한 다음날이었기 때문에, 히토쓰바시 파가 독살한 것이 아닌가하는 설도 있고, 반대로 기슈 파가 독살했다고 하는 설이 있다.
- 이에사다의 사인은 지병인 각기병의 악화가 원인이라는 것이 통설이나 당시 유행했던 콜레라 때문이라는 말도 있다. (죽기 직전, 이이 나오스케와 그의 생모인 혼쇼인의 판단으로 네덜란드 의술을 배운 이토 겐보쿠 일행이 이에사다를 진찰했다. 이후, 막부 내부에도 서양 의학이 도입되게 된다).

## 계보
- 할아버지 : 도쿠가와 이에나리
- 아버지 : 도쿠가와 이에요시
- 어머니 : 혼쥬인
- 정실
  - 정실 (고렌쥬) : 타카츠카사 아츠코 (텐신인) - 타카츠카사 마사히로의 딸
  - 계실 (고렌쥬) : 이치죠 히데코 (쵸신인) - 이치죠 타다요시의 딸
  - 두번째 계실 (미다이도코로) : 코노에 스미코 (텐쇼인) - 코노에 타다히로의 양녀, 시마즈 타다타케의 딸
- 측실 : 호켄인 - 호리 토시쿠니의 딸
- 양자 : 도쿠가와 이에모치

## 이에사다의 용모
- 채굴하여 유골을 조사한 적은 없지만 초상화에서는 상당한 미남자로 그려져 있다. 어릴 때 앓은 병 때문에 눈 주변에 멍이 생겼지만 초상화에 나타나지 않은 이유는 뚜렷하지 않다.

## 관련 작품

### 텔레비전 드라마
- 『텐쇼인 아츠히메』 (天璋院篤姫, TV아사히, 1985년) - 나카무라 카츠오
- 『꽃의 생애 이이 대로와 사쿠라다몬』 (花の生涯 井伊大老と桜田門, TV도쿄. 1988년) - 야마모토 가쿠
- 『명부교 토오야마의 킨상 (제2시리즈)』 (名奉行 遠山の金さん（第2シリーズ）, TV아사히, 1989년) - 오노 타카시 (쇼군 후계자로 등장)
- 『나는 듯이』 (翔ぶが如く, NHK 대하드라마, 1990년) - 우에스기 쇼조
- 『명부교 토오야마의 킨상 (제3시리즈)』 (名奉行 遠山の金さん（第3シリーズ）, TV아사히, 1991년) - 사카가미 시노부
- 『오오쿠』 (大奥, 후지 TV 드라마, 2003년) - 키타무라 카즈키
- 『아츠히메』 (篤姫, NHK 대하드라마, 2008년) - 사카이 마사토
- 『료마전』 (龍馬伝, NHK 대하드라마, 2010년) - 코스다 야스토
- 『야에의 벚꽃』 (八重の桜, NHK 대하드라마, 2013년) - 요시다 아사히
- 『세고돈』 (西郷どん, NHK 대하드라마, 2018년) - 마타요시 나오키
- 『청천을 찔러라』 (青天を衝け, NHK 대하드라마, 2021년) - 와타나베 다이치